# Ster van Zwolle 2024
Ster van Zwolle 2024 var den 63. udgave af det hollandske cykelløb Ster van Zwolle. Det blev kørt den 2. marts 2024 med start og mål i Zwolle i provinsen Overijssel. Løbet var en del af UCI Europe Tour 2024.
Løbet blev vundet af danske Nicklas Amdi Pedersen fra TDT-Unibet Cycling Team.

## Resultater
| \| Samlede stilling \| Samlede stilling \| Samlede stilling \| Samlede stilling \| Samlede stilling \| \| Rytter \| Rytter \| Hold \| Tid \| \| \| ---------------- \| --------------------- \| ------------------------------------- \| ---------------- \| ---------------- \| \| 1. \| Nicklas Amdi Pedersen \| TDT-Unibet \| 3t 55' 12" \| \| \| 2. \| Simon Dehairs \| Alpecin-Deceuninck Development Team \| + 43" \| \| \| 3. \| Vlad Van Mechelen \| Development Team dsm-firmenich PostNL \| + 43" \| \| \| 4. \| Victor Broex \| Metec-Solarwatt p/b Mantel \| + 43" \| \| \| 5. \| Abram Stockman \| TDT-Unibet \| + 43" \| \| \| 6. \| Tijmen Eising \| BEAT Cycling Club \| + 43" \| \| \| 7. \| Tim Torn Teutenberg \| Lidl-Trek Future Racing \| + 43" \| \| \| 8. \| Niek Hoornsman \| VolkerWessels Cycling Team \| + 43" \| \| \| 9. \| Tim Marsman \| Metec-Solarwatt p/b Mantel \| + 43" \| \| \| 10. \| Jelle Johannink \| TDT-Unibet \| + 43" \| \| |                       |                                       |            |
| |                       |                                       |            |
| Kilde: ProCyclingStats |                       |                                       |            |
| Samlede stilling |                       |                                       |            |
| Rytter | Rytter                | Hold                                  | Tid        |
| 1. | Nicklas Amdi Pedersen | TDT-Unibet                            | 3t 55' 12" |
| 2. | Simon Dehairs         | Alpecin-Deceuninck Development Team   | + 43"      |
| 3. | Vlad Van Mechelen     | Development Team dsm-firmenich PostNL | + 43"      |
| 4. | Victor Broex          | Metec-Solarwatt p/b Mantel            | + 43"      |
| 5. | Abram Stockman        | TDT-Unibet                            | + 43"      |
| 6. | Tijmen Eising         | BEAT Cycling Club                     | + 43"      |
| 7. | Tim Torn Teutenberg   | Lidl-Trek Future Racing               | + 43"      |
| 8. | Niek Hoornsman        | VolkerWessels Cycling Team            | + 43"      |
| 9. | Tim Marsman           | Metec-Solarwatt p/b Mantel            | + 43"      |
| 10. | Jelle Johannink       | TDT-Unibet                            | + 43"      |

## Hold og ryttere
| UCI ProTeam- TDT-Unibet UCI Kontinentalhold (13)- Volkerwessels Cycling Team - Alpecin-Deceuninck Development Team - BEAT Cycling Club - Development Team dsm-firmenich PostNL - Diftar Continental Cycling Team - Lidl-Trek Future Racing - Metec-Solarwatt p/b Mantel - Parkhotel Valkenburg - Lotto Kern-Haus PSD Bank - Team Storck-Metropol Cycling - Voltas Tartu2024 by CCN - Novapor Speedbike - Rembe Pro Cycling Team Sauerland Amatørcykelhold- Sensa-Kanjers voor Kanjers Regional- og klubhold (10)- Dutch Food Valley Cycling Team - GRC Jan van Arckel - Willebrord Wil Vooruit - Hubo-Remotive - JEGG-DJR Academy - Giant Store Assen-NWVG CT - WV De IJsselstreek - OWC & AWV de Zwaluwen - TWC De Kempen - WV de Hanzerenners |
| |

### Danske ryttere
| Danske ryttere på startlisten |                       |                         |           |
| Rygnummer                     | Rytter                | Hold                    | Placering |
| 15                            | Andreas Stokbro       | TDT-Unibet Cycling Team | 27        |
| 16                            | Nicklas Amdi Pedersen | TDT-Unibet Cycling Team | 1         |
| 62                            | Kristian Egholm       | Lidl-Trek Future Racing | 11        |

* DNF = gennemførte ikke

### Startliste
| VolkerWessels Cycling Team VWT | VolkerWessels Cycling Team VWT | VolkerWessels Cycling Team VWT |
| ------------------------------ | ------------------------------ | ------------------------------ |
| Nr.                            | Rytter                         | Placering                      |
| 1                              | Coen Vermeltfoort (NED)        | 16.                            |
| 2                              | Elmar Abma (NED)               | 47.                            |
| 3                              | Jasper Haest (NED)             | 40.                            |
| 4                              | Stijn Daemen (NED)             | 53.                            |
| 5                              | Thimo Willems (BEL)            | DNF                            |
| 6                              | Bert-Jan Lindeman (NED)        | 23.                            |
| 7                              | Niek Hoornsman (NED)           | 8.                             |

| TDT-Unibet TDT | TDT-Unibet TDT              | TDT-Unibet TDT |
| -------------- | --------------------------- | -------------- |
| Nr.            | Rytter                      | Placering      |
| 11             | Joren Bloem (NED)           | DNF            |
| 12             | Martijn Budding (NED)       | 22.            |
| 13             | Jelle Johannink (NED)       | 10.            |
| 14             | Tomáš Kopecký (CZE)         | 21.            |
| 15             | Andreas Stokbro (DEN)       | 27.            |
| 16             | Nicklas Amdi Pedersen (DEN) | 1.             |
| 17             | Abram Stockman (BEL)        | 5.             |

| Alpecin-Deceuninck Development Team ADD | Alpecin-Deceuninck Development Team ADD | Alpecin-Deceuninck Development Team ADD |
| --------------------------------------- | --------------------------------------- | --------------------------------------- |
| Nr.                                     | Rytter                                  | Placering                               |
| 21                                      | Lennert Belmans (BEL)                   | 18.                                     |
| 22                                      | Marceli Bogusławski (POL)               | DNF                                     |
| 23                                      | Ramses Debruyne (BEL)                   | DNF                                     |
| 24                                      | Simon Dehairs (BEL)                     | 2.                                      |
| 26                                      | Sente Sentjens (BEL)                    | DNF                                     |

| BEAT Cycling Club BCY | BEAT Cycling Club BCY           | BEAT Cycling Club BCY |
| --------------------- | ------------------------------- | --------------------- |
| Nr.                   | Rytter                          | Placering             |
| 31                    | Stijn Appel (NED)               | DNF                   |
| 32                    | Bram Dissel (NED)               | DNF                   |
| 33                    | Tijmen Eising (NED)             | 6.                    |
| 34                    | Wessel Krul (NED)               | DNF                   |
| 35                    | Mārtiņš Pluto (LAT)             | 20.                   |
| 36                    | Lars Loohuis (NED)              | 44.                   |
| 37                    | Daan van Sintmaartensdijk (NED) | DNF                   |

| Development Team dsm-firmenich PostNL DDP | Development Team dsm-firmenich PostNL DDP | Development Team dsm-firmenich PostNL DDP |
| ----------------------------------------- | ----------------------------------------- | ----------------------------------------- |
| Nr.                                       | Rytter                                    | Placering                                 |
| 42                                        | Axel Källberg (FIN)                       | 39.                                       |
| 44                                        | Frank Aron Ragilo (EST)                   | DNF                                       |
| 46                                        | Vlad Van Mechelen (BEL)                   | 3.                                        |

| Diftar Continental Cycling Team SWY | Diftar Continental Cycling Team SWY | Diftar Continental Cycling Team SWY |
| ----------------------------------- | ----------------------------------- | ----------------------------------- |
| Nr.                                 | Rytter                              | Placering                           |
| 51                                  | Robin Lowik (NED)                   | DNF                                 |
| 52                                  | Rick Ottema (NED)                   | 17.                                 |
| 53                                  | Marvin Peters (NED)                 | DNF                                 |
| 54                                  | Peter Schulting (NED)               | 28.                                 |
| 55                                  | Wouter van de Weerdhof (NED)        | 60.                                 |
| 56                                  | Guillaume Visser (NED)              | 29.                                 |
| 57                                  | Vincent van Dorp (NED)              | DNF                                 |

| Lidl-Trek Future Racing LTF | Lidl-Trek Future Racing LTF | Lidl-Trek Future Racing LTF |
| --------------------------- | --------------------------- | --------------------------- |
| Nr.                         | Rytter                      | Placering                   |
| 61                          | Niklas Behrens (GER)        | 13.                         |
| 62                          | Kristian Egholm (DEN)       | 11.                         |
| 63                          | Liam O'Brien (IRL)          | DNF                         |
| 64                          | Cameron Rogers (AUS)        | 25.                         |
| 65                          | Matteo Milan (ITA)          | 24.                         |
| 66                          | Tim Torn Teutenberg (GER)   | 7.                          |
| 67                          | Axandre Van Petegem (BEL)   | DNF                         |

| Metec-Solarwatt p/b Mantel MET | Metec-Solarwatt p/b Mantel MET | Metec-Solarwatt p/b Mantel MET |
| ------------------------------ | ------------------------------ | ------------------------------ |
| Nr.                            | Rytter                         | Placering                      |
| 71                             | Victor Broex (NED)             | 4.                             |
| 72                             | Roy Hoogendoorn (NED)          | 14.                            |
| 73                             | Tim Marsman (NED)              | 9.                             |
| 74                             | Boris Romers (NED)             | 61.                            |
| 75                             | Axel van der Tuuk (NED)        | DNF                            |
| 76                             | Casper van der Woude (NED)     | 51.                            |
| 77                             | Hidde van Veenendaal (NED)     | 34.                            |

| Parkhotel Valkenburg PHV | Parkhotel Valkenburg PHV | Parkhotel Valkenburg PHV |
| ------------------------ | ------------------------ | ------------------------ |
| Nr.                      | Rytter                   | Placering                |
| 81                       | Mathis Avondts (BEL)     | 36.                      |
| 82                       | Jelte Krijnsen (NED)     | 26.                      |
| 83                       | Martijn Rasenberg (NED)  | 38.                      |
| 84                       | Maxime Duba (NED)        | DNF                      |
| 85                       | Luke Verburg (NED)       | 55.                      |
| 86                       | Lars Hohmann (NED)       | DNF                      |
| 87                       | Meindert Weulink (NED)   | 42.                      |

| Lotto Kern-Haus PSD Bank LKH | Lotto Kern-Haus PSD Bank LKH | Lotto Kern-Haus PSD Bank LKH |
| ---------------------------- | ---------------------------- | ---------------------------- |
| Nr.                          | Rytter                       | Placering                    |
| 91                           | Leon Arenz (GER)             | DNF                          |
| 92                           | Joshua Huppertz (GER)        | 15.                          |
| 94                           | Mil Morang (LUX)             | DNF                          |
| 95                           | Romet Pajur (EST)            | 56.                          |
| 96                           | Mathieu Kockelmann (LUX)     | DNF                          |

| Team Storck-Metropol Cycling TSM | Team Storck-Metropol Cycling TSM | Team Storck-Metropol Cycling TSM |
| -------------------------------- | -------------------------------- | -------------------------------- |
| Nr.                              | Rytter                           | Placering                        |
| 101                              | Toni Franz (GER)                 | DNF                              |
| 102                              | Paul Keller (GER)                | DNF                              |
| 103                              | Marc Clauss (GER)                | DNF                              |
| 104                              | Campo Schmitz (GER)              | DNF                              |
| 105                              | Patrick Schubert (GER)           | DNF                              |
| 106                              | Ole Theiler (GER)                | 12.                              |
| 107                              | Noé Ury (LUX)                    | DNF                              |

| Voltas-Tartu 2024 by CCN CCN | Voltas-Tartu 2024 by CCN CCN | Voltas-Tartu 2024 by CCN CCN |
| ---------------------------- | ---------------------------- | ---------------------------- |
| Nr.                          | Rytter                       | Placering                    |
| 111                          | Rokas Adomaitis (LTU)        | DNF                          |
| 112                          | Kristian Klevgård (NOR)      | 45.                          |
| 113                          | Alekss Krasts (LAT)          | 50.                          |
| 114                          | Aaron Aus (EST)              | DNF                          |
| 116                          | Martti Lenzius (EST)         | DNF                          |
| 117                          | Jomantas Venckus (LTU)       | DNF                          |

| Novapor Speedbike NST | Novapor Speedbike NST         | Novapor Speedbike NST |
| --------------------- | ----------------------------- | --------------------- |
| Nr.                   | Rytter                        | Placering             |
| 121                   | Nikiforos Arvanitou (GRE)     | DNF                   |
| 122                   | Nikolaos Michail Drakos (GRE) | DNF                   |
| 123                   | Robbe De Ryck (BEL)           | DNF                   |
| 124                   | Lukas Sulaj Kloppenborg (ALB) | 54.                   |
| 125                   | Konstantinos Pavlides (CYP)   | DNF                   |
| 126                   | Oliver Robinson (GBR)         | DNF                   |
| 127                   | Glen Van Nuffelen (BEL)       | DNF                   |

| REMBE Pro Cycling Team Sauerland SVL | REMBE Pro Cycling Team Sauerland SVL | REMBE Pro Cycling Team Sauerland SVL |
| ------------------------------------ | ------------------------------------ | ------------------------------------ |
| Nr.                                  | Rytter                               | Placering                            |
| 131                                  | Henri-Johannes Appelbaum (GER)       | DNF                                  |
| 132                                  | Julian Borresch (GER)                | DNF                                  |
| 133                                  | Jacob Scott (GBR)                    | DNF                                  |
| 134                                  | Lukas van der Valk (GER)             | DNF                                  |
| 135                                  | Lennart Voege (GER)                  | DNF                                  |
| 136                                  | Dominik Weiss (SUI)                  | DNF                                  |
| 137                                  | Paul Wright (NZL)                    | DNF                                  |

| JEGG-DJR Academy ___ | JEGG-DJR Academy ___  | JEGG-DJR Academy ___ |
| -------------------- | --------------------- | -------------------- |
| Nr.                  | Rytter                | Placering            |
| 172                  | Jasper de Laat (NED)  | 57.                  |
| 176                  | Tjalle de Bruin (NED) | DNF                  |

| WV De IJsselstreek ___ | WV De IJsselstreek ___ | WV De IJsselstreek ___ |
| ---------------------- | ---------------------- | ---------------------- |
| Nr.                    | Rytter                 | Placering              |
| 192                    | Jelle Ter Weeme (NED)  | DNF                    |
| 194                    | Lars van Uum (NED)     | DNF                    |
| 196                    | Jasper Schouten (NED)  | DNF                    |
| 197                    | Maarten Vierhout (NED) | DNF                    |

| Sensa-Kanjers voor Kanjers ___ | Sensa-Kanjers voor Kanjers ___ | Sensa-Kanjers voor Kanjers ___ |
| ------------------------------ | ------------------------------ | ------------------------------ |
| Nr.                            | Rytter                         | Placering                      |
| 211                            | Bram Leerkes (NED)             | DNF                            |

| Willebrord Wil Vooruit ___ | Willebrord Wil Vooruit ___ | Willebrord Wil Vooruit ___ |
| -------------------------- | -------------------------- | -------------------------- |
| Nr.                        | Rytter                     | Placering                  |
| 227                        | Beau van Izerloo (NED)     | DNF                        |

| TWC De Kempen ___ | TWC De Kempen ___  | TWC De Kempen ___ |
| ----------------- | ------------------ | ----------------- |
| Nr.               | Rytter             | Placering         |
| 232               | Joost Nat (NED)    | 30.               |
| 237               | Sten Verzijl (NED) | DNF               |

| WV de Hanzerenners ___ | WV de Hanzerenners ___   | WV de Hanzerenners ___ |
| ---------------------- | ------------------------ | ---------------------- |
| Nr.                    | Rytter                   | Placering              |
| 246                    | Lucas van de Vosse (NED) | DNF                    |

| VolkerWessels Cycling Team VWT | VolkerWessels Cycling Team VWT | VolkerWessels Cycling Team VWT |
| ------------------------------ | ------------------------------ | ------------------------------ |
| Nr.                            | Rytter                         | Placering                      |
| 1                              | Coen Vermeltfoort (NED)        | 16.                            |
| 2                              | Elmar Abma (NED)               | 47.                            |
| 3                              | Jasper Haest (NED)             | 40.                            |
| 4                              | Stijn Daemen (NED)             | 53.                            |
| 5                              | Thimo Willems (BEL)            | DNF                            |
| 6                              | Bert-Jan Lindeman (NED)        | 23.                            |
| 7                              | Niek Hoornsman (NED)           | 8.                             |

| TDT-Unibet TDT | TDT-Unibet TDT              | TDT-Unibet TDT |
| -------------- | --------------------------- | -------------- |
| Nr.            | Rytter                      | Placering      |
| 11             | Joren Bloem (NED)           | DNF            |
| 12             | Martijn Budding (NED)       | 22.            |
| 13             | Jelle Johannink (NED)       | 10.            |
| 14             | Tomáš Kopecký (CZE)         | 21.            |
| 15             | Andreas Stokbro (DEN)       | 27.            |
| 16             | Nicklas Amdi Pedersen (DEN) | 1.             |
| 17             | Abram Stockman (BEL)        | 5.             |

| Alpecin-Deceuninck Development Team ADD | Alpecin-Deceuninck Development Team ADD | Alpecin-Deceuninck Development Team ADD |
| --------------------------------------- | --------------------------------------- | --------------------------------------- |
| Nr.                                     | Rytter                                  | Placering                               |
| 21                                      | Lennert Belmans (BEL)                   | 18.                                     |
| 22                                      | Marceli Bogusławski (POL)               | DNF                                     |
| 23                                      | Ramses Debruyne (BEL)                   | DNF                                     |
| 24                                      | Simon Dehairs (BEL)                     | 2.                                      |
| 26                                      | Sente Sentjens (BEL)                    | DNF                                     |

| BEAT Cycling Club BCY | BEAT Cycling Club BCY           | BEAT Cycling Club BCY |
| --------------------- | ------------------------------- | --------------------- |
| Nr.                   | Rytter                          | Placering             |
| 31                    | Stijn Appel (NED)               | DNF                   |
| 32                    | Bram Dissel (NED)               | DNF                   |
| 33                    | Tijmen Eising (NED)             | 6.                    |
| 34                    | Wessel Krul (NED)               | DNF                   |
| 35                    | Mārtiņš Pluto (LAT)             | 20.                   |
| 36                    | Lars Loohuis (NED)              | 44.                   |
| 37                    | Daan van Sintmaartensdijk (NED) | DNF                   |

| Development Team dsm-firmenich PostNL DDP | Development Team dsm-firmenich PostNL DDP | Development Team dsm-firmenich PostNL DDP |
| ----------------------------------------- | ----------------------------------------- | ----------------------------------------- |
| Nr.                                       | Rytter                                    | Placering                                 |
| 42                                        | Axel Källberg (FIN)                       | 39.                                       |
| 44                                        | Frank Aron Ragilo (EST)                   | DNF                                       |
| 46                                        | Vlad Van Mechelen (BEL)                   | 3.                                        |

| Diftar Continental Cycling Team SWY | Diftar Continental Cycling Team SWY | Diftar Continental Cycling Team SWY |
| ----------------------------------- | ----------------------------------- | ----------------------------------- |
| Nr.                                 | Rytter                              | Placering                           |
| 51                                  | Robin Lowik (NED)                   | DNF                                 |
| 52                                  | Rick Ottema (NED)                   | 17.                                 |
| 53                                  | Marvin Peters (NED)                 | DNF                                 |
| 54                                  | Peter Schulting (NED)               | 28.                                 |
| 55                                  | Wouter van de Weerdhof (NED)        | 60.                                 |
| 56                                  | Guillaume Visser (NED)              | 29.                                 |
| 57                                  | Vincent van Dorp (NED)              | DNF                                 |

| Lidl-Trek Future Racing LTF | Lidl-Trek Future Racing LTF | Lidl-Trek Future Racing LTF |
| --------------------------- | --------------------------- | --------------------------- |
| Nr.                         | Rytter                      | Placering                   |
| 61                          | Niklas Behrens (GER)        | 13.                         |
| 62                          | Kristian Egholm (DEN)       | 11.                         |
| 63                          | Liam O'Brien (IRL)          | DNF                         |
| 64                          | Cameron Rogers (AUS)        | 25.                         |
| 65                          | Matteo Milan (ITA)          | 24.                         |
| 66                          | Tim Torn Teutenberg (GER)   | 7.                          |
| 67                          | Axandre Van Petegem (BEL)   | DNF                         |

| Metec-Solarwatt p/b Mantel MET | Metec-Solarwatt p/b Mantel MET | Metec-Solarwatt p/b Mantel MET |
| ------------------------------ | ------------------------------ | ------------------------------ |
| Nr.                            | Rytter                         | Placering                      |
| 71                             | Victor Broex (NED)             | 4.                             |
| 72                             | Roy Hoogendoorn (NED)          | 14.                            |
| 73                             | Tim Marsman (NED)              | 9.                             |
| 74                             | Boris Romers (NED)             | 61.                            |
| 75                             | Axel van der Tuuk (NED)        | DNF                            |
| 76                             | Casper van der Woude (NED)     | 51.                            |
| 77                             | Hidde van Veenendaal (NED)     | 34.                            |

| Parkhotel Valkenburg PHV | Parkhotel Valkenburg PHV | Parkhotel Valkenburg PHV |
| ------------------------ | ------------------------ | ------------------------ |
| Nr.                      | Rytter                   | Placering                |
| 81                       | Mathis Avondts (BEL)     | 36.                      |
| 82                       | Jelte Krijnsen (NED)     | 26.                      |
| 83                       | Martijn Rasenberg (NED)  | 38.                      |
| 84                       | Maxime Duba (NED)        | DNF                      |
| 85                       | Luke Verburg (NED)       | 55.                      |
| 86                       | Lars Hohmann (NED)       | DNF                      |
| 87                       | Meindert Weulink (NED)   | 42.                      |

| Lotto Kern-Haus PSD Bank LKH | Lotto Kern-Haus PSD Bank LKH | Lotto Kern-Haus PSD Bank LKH |
| ---------------------------- | ---------------------------- | ---------------------------- |
| Nr.                          | Rytter                       | Placering                    |
| 91                           | Leon Arenz (GER)             | DNF                          |
| 92                           | Joshua Huppertz (GER)        | 15.                          |
| 94                           | Mil Morang (LUX)             | DNF                          |
| 95                           | Romet Pajur (EST)            | 56.                          |
| 96                           | Mathieu Kockelmann (LUX)     | DNF                          |

| Team Storck-Metropol Cycling TSM | Team Storck-Metropol Cycling TSM | Team Storck-Metropol Cycling TSM |
| -------------------------------- | -------------------------------- | -------------------------------- |
| Nr.                              | Rytter                           | Placering                        |
| 101                              | Toni Franz (GER)                 | DNF                              |
| 102                              | Paul Keller (GER)                | DNF                              |
| 103                              | Marc Clauss (GER)                | DNF                              |
| 104                              | Campo Schmitz (GER)              | DNF                              |
| 105                              | Patrick Schubert (GER)           | DNF                              |
| 106                              | Ole Theiler (GER)                | 12.                              |
| 107                              | Noé Ury (LUX)                    | DNF                              |

| Voltas-Tartu 2024 by CCN CCN | Voltas-Tartu 2024 by CCN CCN | Voltas-Tartu 2024 by CCN CCN |
| ---------------------------- | ---------------------------- | ---------------------------- |
| Nr.                          | Rytter                       | Placering                    |
| 111                          | Rokas Adomaitis (LTU)        | DNF                          |
| 112                          | Kristian Klevgård (NOR)      | 45.                          |
| 113                          | Alekss Krasts (LAT)          | 50.                          |
| 114                          | Aaron Aus (EST)              | DNF                          |
| 116                          | Martti Lenzius (EST)         | DNF                          |
| 117                          | Jomantas Venckus (LTU)       | DNF                          |

| Novapor Speedbike NST | Novapor Speedbike NST         | Novapor Speedbike NST |
| --------------------- | ----------------------------- | --------------------- |
| Nr.                   | Rytter                        | Placering             |
| 121                   | Nikiforos Arvanitou (GRE)     | DNF                   |
| 122                   | Nikolaos Michail Drakos (GRE) | DNF                   |
| 123                   | Robbe De Ryck (BEL)           | DNF                   |
| 124                   | Lukas Sulaj Kloppenborg (ALB) | 54.                   |
| 125                   | Konstantinos Pavlides (CYP)   | DNF                   |
| 126                   | Oliver Robinson (GBR)         | DNF                   |
| 127                   | Glen Van Nuffelen (BEL)       | DNF                   |

| REMBE Pro Cycling Team Sauerland SVL | REMBE Pro Cycling Team Sauerland SVL | REMBE Pro Cycling Team Sauerland SVL |
| ------------------------------------ | ------------------------------------ | ------------------------------------ |
| Nr.                                  | Rytter                               | Placering                            |
| 131                                  | Henri-Johannes Appelbaum (GER)       | DNF                                  |
| 132                                  | Julian Borresch (GER)                | DNF                                  |
| 133                                  | Jacob Scott (GBR)                    | DNF                                  |
| 134                                  | Lukas van der Valk (GER)             | DNF                                  |
| 135                                  | Lennart Voege (GER)                  | DNF                                  |
| 136                                  | Dominik Weiss (SUI)                  | DNF                                  |
| 137                                  | Paul Wright (NZL)                    | DNF                                  |

| JEGG-DJR Academy ___ | JEGG-DJR Academy ___  | JEGG-DJR Academy ___ |
| -------------------- | --------------------- | -------------------- |
| Nr.                  | Rytter                | Placering            |
| 172                  | Jasper de Laat (NED)  | 57.                  |
| 176                  | Tjalle de Bruin (NED) | DNF                  |

| WV De IJsselstreek ___ | WV De IJsselstreek ___ | WV De IJsselstreek ___ |
| ---------------------- | ---------------------- | ---------------------- |
| Nr.                    | Rytter                 | Placering              |
| 192                    | Jelle Ter Weeme (NED)  | DNF                    |
| 194                    | Lars van Uum (NED)     | DNF                    |
| 196                    | Jasper Schouten (NED)  | DNF                    |
| 197                    | Maarten Vierhout (NED) | DNF                    |

| Sensa-Kanjers voor Kanjers ___ | Sensa-Kanjers voor Kanjers ___ | Sensa-Kanjers voor Kanjers ___ |
| ------------------------------ | ------------------------------ | ------------------------------ |
| Nr.                            | Rytter                         | Placering                      |
| 211                            | Bram Leerkes (NED)             | DNF                            |

| Willebrord Wil Vooruit ___ | Willebrord Wil Vooruit ___ | Willebrord Wil Vooruit ___ |
| -------------------------- | -------------------------- | -------------------------- |
| Nr.                        | Rytter                     | Placering                  |
| 227                        | Beau van Izerloo (NED)     | DNF                        |

| TWC De Kempen ___ | TWC De Kempen ___  | TWC De Kempen ___ |
| ----------------- | ------------------ | ----------------- |
| Nr.               | Rytter             | Placering         |
| 232               | Joost Nat (NED)    | 30.               |
| 237               | Sten Verzijl (NED) | DNF               |

| WV de Hanzerenners ___ | WV de Hanzerenners ___   | WV de Hanzerenners ___ |
| ---------------------- | ------------------------ | ---------------------- |
| Nr.                    | Rytter                   | Placering              |
| 246                    | Lucas van de Vosse (NED) | DNF                    |